# Achaearanea altiventer
Achaearanea altiventer är en spindelart som först beskrevs av Eugen von Keyserling 1884.  Achaearanea altiventer ingår i släktet Achaearanea och familjen klotspindlar. Inga underarter finns listade i Catalogue of Life.